# A háromszög beírt köre és hozzáírt körei

A háromszög beírt köre és hozzáírt körei

A geometriában a háromszög beírt köre vagy a háromszögbe írt kör olyan kör, amely a háromszög minden oldalát érinti, középpontja a belső szögfelezők metszéspontja, sugara a kör középpontját és az érintési pontokat összekötő szakasz (azaz a középpontból az oldalakra állított merőleges szakasz hossza). A beírt körnek nagy a jelentősége a háromszögek geometriájában.

A háromszög beírt köre által meghatározott Gergonne pont (Ge)

## Hozzáírt kör
A hozzáírt kör a háromszög egyik oldalát és a másik két oldalának meghosszabbítását érintő kör. Minden háromszögnek három hozzáírt köre van.
A hozzáírt körök középpontjai megkaphatók a háromszög egy belső és a háromszög két másik szögéhez tartozó külső szögfelező metszéspontjaként. Ezek a pontok olyan háromszöget alkotnak, aminek magasságpontja a beírt kör középpontja.

## A beírt kör középpontja
Tétel: A háromszög beírt körének középpontja a háromszög három szögfelezőjének közös metszéspontja.
Bizonyítás: Az α szög felezőjének minden pontja egyenlő távolságra van az AB és a CA oldalaktól. Hasonlóan, a β szög felezőjének pontjai egyenlő távolságra fekszenek a BC és az AB oldalaktól. A két szögfelező metszéspontjai tehát egyenlő távolságra vannak mindhárom oldaltól, ezért a harmadik szögfelezőnek is át kell mennie ezen a ponton.
A beírt kör a háromszög minden oldalát belülről érinti, míg a hozzá írt körök kívülről érintenek egy-egy oldalt, és a két oldalegyenest a háromszögön kívül. Mindegyik kör középpontja a háromszög nevezetes pontjai közé tartozik.
A beírt kör középpontjának trilineáris koordinátái 1:1:1, baricentrikus koordinátái a:b:c, ahol a : arra utal, hogy ezek a koordináták csak konstans szorzó erejéig vannak meghatározva.

## A beírt kör sugara
Jelölje a háromszög oldalait a, b, c, a háromszög kerületének felét s, a háromszög területét T!
Ekkor a beírt kör sugara
{\displaystyle r={\frac {2T}{a+b+c}}={\sqrt {\frac {(s-a)(s-b)(s-c)}{s}}}} (a Hérón-képlet behelyettesítésével)
A sugár egy oldal és a rajta fekvő két szög ismeretében is kiszámítható:
{\displaystyle r={\frac {a}{\mathrm {ctg} \left({\frac {\beta }{2}}\right)+\mathrm {ctg} \left({\frac {\gamma }{2}}\right)}}={\frac {b}{\mathrm {ctg} \left({\frac {\alpha }{2}}\right)+\mathrm {ctg} \left({\frac {\gamma }{2}}\right)}}={\frac {c}{\mathrm {ctg} \left({\frac {\alpha }{2}}\right)+\mathrm {ctg} \left({\frac {\beta }{2}}\right)}}}

## A hozzáírt körök sugara
A BC oldalhoz tartozó hozzáírt kör sugara:
{\displaystyle \varrho _{a}={\frac {2T}{b+c-a}}}
A másik két hozzáírt kör {\displaystyle \varrho _{b}} és {\displaystyle \varrho _{c}} sugara hasonlóan számítható.
A Hérón-képlet alapján:
{\displaystyle \varrho _{a}={\sqrt {\frac {s(s-b)(s-c)}{s-a}}}}.
Hasonlóan, a másik két hozzáírt kör sugara:
{\displaystyle \varrho _{b}={\sqrt {\frac {s(s-a)(s-c)}{s-b}}}} és {\displaystyle \varrho _{c}={\sqrt {\frac {s(s-a)(s-b)}{s-c}}}}.

## Érintési pontok
A továbbiakban {\displaystyle c_{a}} jelöli a C csúcs és az a oldalhoz írt kör a, illetve b oldalegyenesen levő érintési pontjainak távolságát. Hasonlóan, {\displaystyle b_{a}} jelöli a B csúcs és az a oldalhoz írt kör a, illetve c oldalegyenesen levő érintési pontjainak távolságát. Analóg módon jelöljük a csúcsok és a másik két hozzáírt kör érintési pontjainak távolságát.
{\displaystyle c_{a}=a_{c}=s-b},
{\displaystyle c_{b}=b_{c}=s-a},
{\displaystyle a_{b}=b_{a}=s-c}.
Ha az érintési pontokat összekötjük a velük szemben fekvő csúccsal, akkor a kapott egyenesek egy ponton mennek át, a Nagel-ponton.